# 京町 (熊本市)
京町（きょうまち）は熊本県熊本市中央区の町名。

## 地理
熊本市、中央区の真ん中に位置、文教地区である。
国道旧3号(熊本県道303号)と国道3号に挟まれた地域である。
南、鹿児島寄りから北、福岡方向に向けて、京町、京町本丁(町)、京町台に区分される。

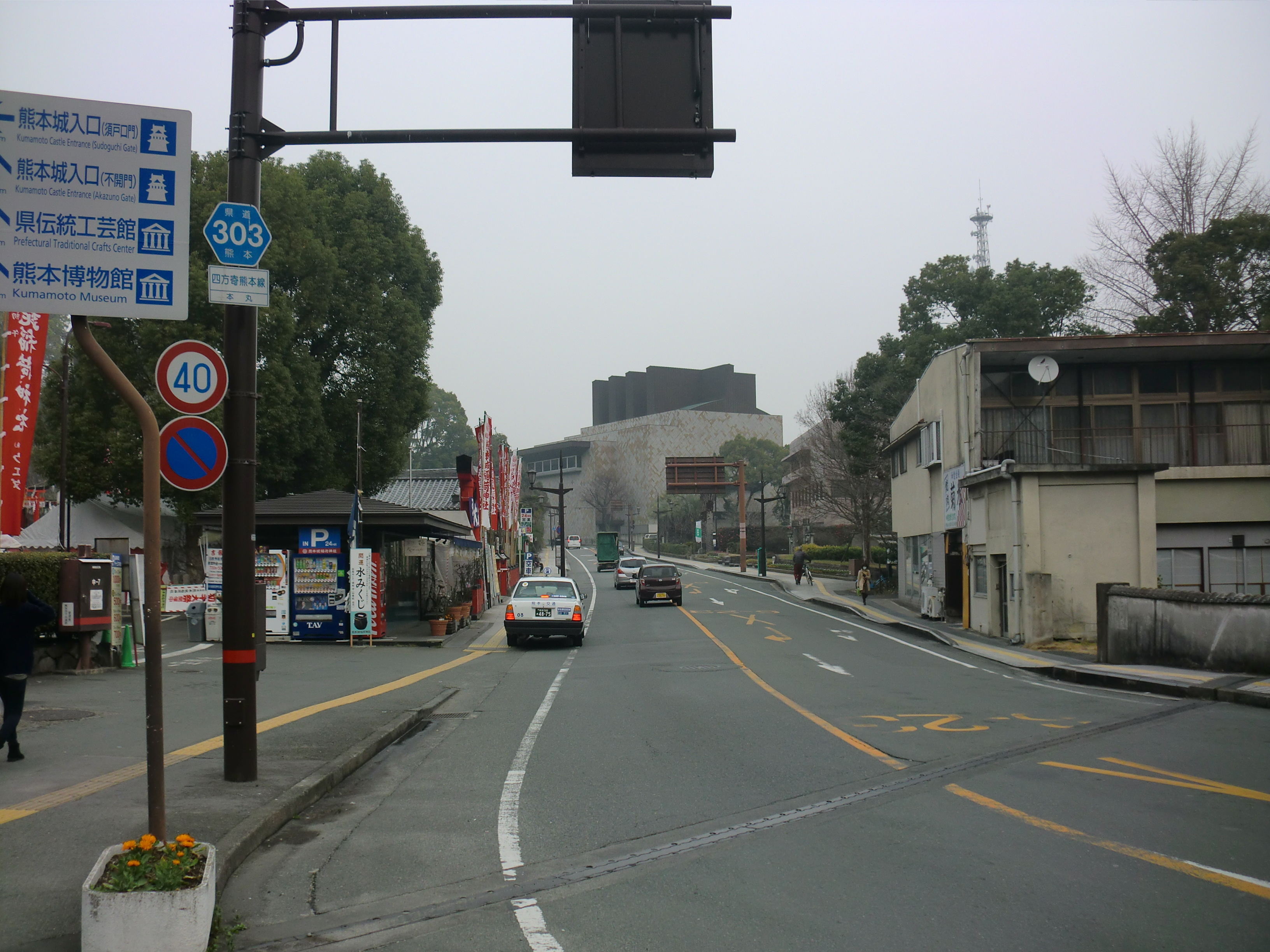
熊本城稲荷神社横、熊本県道303号を1kmほど登ると京町一丁目の標識が見える。

江戸時代は中上級武士の武家屋敷、並びにその生活を支える商家の町。明治期は遊廓商人街として発展し以降、特に裁判所法曹法律関係に縁の有る町である。

## 施設
- 熊本地方検察庁
- 熊本家庭裁判所
- 熊本地方裁判所
- 熊本区検察庁
- 熊本簡易裁判所